# بکانامایسین
بکانامایسین(به انگلیسی: Bekanamycin) (INN، یا کانامایسین بی) یک آنتی‌بیوتیک آمینوگلیکوزیدی است.